# Manota biloba
Manota biloba är en tvåvingeart som beskrevs av Heikki Hippa 2006. Manota biloba ingår i släktet Manota och familjen svampmyggor. Inga underarter finns listade i Catalogue of Life.